# Deutsche Seniorenmeisterschaften (Leichtathletik)

Logo vom Deutschen Leichtathletik-Verband

Deutsche Seniorenmeisterschaften sind Deutsche Meisterschaften der Leichtathletik. Sie wurden, damals noch als Bestenkämpfe bezeichnet, erstmals 1972 ausgetragen. Veranstalter ist der Deutsche Leichtathletik-Verband (DLV) in Verbindung mit einem Landes- und ggf. örtlichen Ausrichter. Die Sportler werden entsprechend ihrer Altersgruppe gewertet.

## Historie
Im Jahr 1972 wurden die Deutsche Senioren-Bestenkämpfe in einem relativ kleinen Rahmen, mit überschaubarer Teilnehmerzahl und Wettbewerben erstmals ausgetragen. Schon 1973, spätestens 1974, deutete sich an, dass ein immenses Interesse bestand, und für die Ausrichter dieser Jahre die Durchführung der damals an zwei Tagen veranstalteten Wettkämpfe nur dadurch möglich, dass die Bestenkämpfe in „abgespeckter“ Form angeboten wurden. So wurde in einigen Klassen nur eine Mittelstrecke gelaufen, Stabhoch- und Dreisprung fehlten ebenso wie die Hürdenläufe, und für die älteren Athletinnen und Athleten gab es als Kurzsprint Läufe über 50 Meter und 75 Meter.
Bis 1975 mussten die Ausrichter die zusammen mit den Bahnwettbewerben durchgeführten Straßenläufe und Gehwettbewerbe organisieren, was sich ab 1976 änderte, da es seit diesem Jahr separat durchgeführte Wettbewerbe auf der Straße gibt. Auf Grund des weiter gestiegenen Interesses, wurde 1979 beschlossen die Wettkämpfe auf drei Tage zu erweitern, was aber nicht lange eine Entlastung bedeutete.
1984 wurde eine Unterteilung der Bestenkämpfe in Senioren I (m/w 30 – 45) und Senioren II (m/w 50 und älter) vorgenommen, weil immer neuer Wettbewerbe und das Hinzufügen weiterer Altersklassen zu einer solch großen Zahl von Athletinnen und Athleten führten, dass eine Aufteilung unumgänglich war.
1988 hatten die jahrelange Diskussion um die Bezeichnung der Wettkämpfe ein Ende, die fortan offiziell Deutsche Seniorenmeisterschaften I und Deutsche Seniorenmeisterschaften II hießen. Die Gesamtteilnehmerzahl beider Titelkämpfe betrug rund 2000.
Ab 2012 werden Deutsche Seniorenmeisterinnen- und -meister wieder anlässlich einer Veranstaltung ermittelt, weil rückläufige Teilnehmerzahlen, und die dadurch entstandene Schwierigkeit Ausrichter zu finden, diesen Schritt notwendig gemacht hatte.

## Deutsche Senioren-Bestenkämpfe
| Nr. | Jahr | Datum             | Ort             | Stadion | Ergebnisse |
| --- | ---- | ----------------- | --------------- | ------- | ---------- |
| 01. | 1972 | 5./6. August      | Kassel          |         |            |
| 02. | 1973 | 8./9. September   | München         |         |            |
| 03. | 1974 | 14./15. September | Gretesch        |         |            |
| 04. | 1975 | 30./31. August    | Obersuhl        |         |            |
| 05. | 1976 | 28./29. August    | Leinfelden      |         |            |
| 06. | 1977 | 20./21. August    | Göttingen       |         |            |
| 07. | 1978 | 26./27. August    | Hösbach         |         |            |
| 08. | 1979 | 13.–15. Juli      | Lübeck          |         |            |
| 09. | 1980 | 20.–22. Juni      | München         |         |            |
| 10. | 1981 | 24.–26. Juli      | Passau          |         |            |
| 11. | 1982 | 2.–4. Juli        | Mönchengladbach |         |            |
| 12. | 1983 | 1.–3. Juli        | Schriesheim     |         |            |

## Deutsche Senioren-Bestenkämpfe II (ab 50 Jahre)
| Nr. | Jahr | Datum                | Ort         | Stadion | Ergebnisse |
| --- | ---- | -------------------- | ----------- | ------- | ---------- |
| 13. | 1984 | 14./15. Juli         | Lüdenscheid |         |            |
| 14. | 1985 | 23.–25. Juli         | Hamburg     |         |            |
| 15. | 1986 | 5.–7. September      | Radolfzell  |         |            |
| 16. | 1987 | 31. Juli – 2. August | Essen       |         |            |

## Deutsche Senioren-Meisterschaften II (ab 50 Jahre)
| Nr. | Jahr | Datum                | Ort           | Stadion                         | Ergebnisse    |
| --- | ---- | -------------------- | ------------- | ------------------------------- | ------------- |
| 01. | 1988 | 29.–31. Juli         | Bruchköbel    |                                 |               |
| 02. | 1989 | 1.–3. September      | Scheeßel      |                                 |               |
| 03. | 1990 | 17.–19. August       | Bad Homburg   |                                 |               |
| 04. | 1991 | 16.–18. August       | Trier         |                                 |               |
| 05. | 1992 | 4.–6. September      | Halle (Saale) |                                 |               |
| 06. | 1993 | 27.–29. August       | Minden        |                                 |               |
| 07. | 1994 | 26.–28. August       | Lübeck        |                                 |               |
| 08. | 1995 | 18.–20. August       | Minden        |                                 |               |
| 09. | 1996 | 16.–18. August       | Leinfelden    |                                 |               |
| 10. | 1997 | 16.–18. August       | Schweinfurt   |                                 |               |
| 11. | 1998 | 31. Juli – 2. August | Minden        |                                 |               |
| 12. | 1999 | 20.–22. August       | Hagen         |                                 |               |
| 13. | 2000 | 18.–20. August       | Kevelaer      |                                 |               |
| 14. | 2001 | 17.–19. August       | Potsdam       |                                 |               |
| 15. | 2002 | 26.–28. Juli         | Weinstadt     | Stadion Weinstadt               | Ergebnisliste |
| 16. | 2003 | 1.–3. August         | Schweinfurt   | Willy-Sachs-Stadion             | Ergebnisliste |
| 17. | 2004 | 13.–15. August       | Zittau        | Weinauparkstadion               | Ergebnisliste |
| 18. | 2005 | 15.–17. Juli         | Vaterstetten  | Sportzentrum Vaterstetten       | Ergebnisliste |
| 19. | 2006 | 4.–6. August         | Aachen        | Waldstadion                     | Ergebnisliste |
| 20. | 2007 | 13.–15. August       | Fulda         | Stadion im Sportpark Johannisau | Ergebnisliste |
| 21. | 2008 | 11.–13. Juli         | Schweinfurt   | Willy-Sachs-Stadion             | Ergebnisse    |
| 22. | 2009 | 10.–12. Juli         | Vaterstetten  | Sportzentrum Vaterstetten       | Ergebnisliste |
| 23. | 2010 | 2.–4. Juli           | Kevelaer      | Hülsparkstadion                 | Ergebnisse    |
| 24. | 2011 | 29.–31. Juli         | Minden        | Weserstadion                    | Ergebnisliste |

## Deutsche Senioren-Bestenkämpfe I (30 – 49 Jahre)
| Nr. | Jahr | Datum        | Ort     | Stadion         | Ergebnisse |
| --- | ---- | ------------ | ------- | --------------- | ---------- |
| 13. | 1984 | 20.–22. Juli | Itzehoe |                 |            |
| 14. | 1985 | 19.–21. Juli | München |                 |            |
| 15. | 1986 | 4.–6. Juli   | Ahlen   | Ahlener Stadion |            |
| 16. | 1987 | 17.–19. Juli | München |                 |            |

## Deutsche Senioren-Meisterschaften I (30 – 49 Jahre)
| Nr. | Jahr | Datum              | Ort            | Stadion                     | Ergebnisse    |
| --- | ---- | ------------------ | -------------- | --------------------------- | ------------- |
| 01. | 1988 | 19.–21. August     | Oldenburg      |                             |               |
| 02. | 1989 | 30. Juni – 2. Juli | Ludwigshafen   |                             |               |
| 03. | 1990 | 24.–26. August     | Bad Oeynhausen |                             |               |
| 04. | 1991 | 9.–11. August      | Ludwigshafen   |                             |               |
| 05. | 1992 | 21.–23. August     | Hagen          |                             |               |
| 06. | 1993 | 16.–18. Juli       | Ludwigshafen   |                             |               |
| 07. | 1994 | 19.–21. August     | Berlin         |                             |               |
| 08. | 1995 | 25.–27. August     | Wetzlar        |                             |               |
| 09. | 1996 | 5.–7. Juli         | Hagen          |                             |               |
| 10. | 1997 | 4.–6. Juli         | Potsdam        |                             |               |
| 11. | 1998 | 10.–12. Juli       | Konstanz       |                             |               |
| 12. | 1999 | 16.–18. Juli       | Schweinfurt    |                             | Ergebnisliste |
| 13. | 2000 | 4.–6. August       | Ludwigshafen   | Südwest-Stadion             | Ergebnisliste |
| 14. | 2001 | 10.–12. August     | Chemnitz       | Sportforum Chemnitz         | Ergebnisliste |
| 15. | 2002 | 12.–14. Juli       | Kevelaer       | Hülsparkstadion             | Ergebnisliste |
| 16. | 2003 | 15.–17. August     | Celle          | Otto-Schade-Stadion         | Ergebnisliste |
| 17. | 2004 | 18.–20. Juni       | Kevelaer       | Hülsparkstadion             | Ergebnisliste |
| 18. | 2005 | 8.–10. Juli        | Schweinfurt    | Willy-Sachs-Stadion         | Ergebnisse    |
| 19. | 2006 | 7.–9. Juli         | Erfurt         | Steigerwaldstadion          | Ergebnisliste |
| 20. | 2007 | 6.–8. Juli         | Zittau         | Weinauparkstadion           | Ergebnisliste |
| 21. | 2008 | 27.–29. Juni       | Kevelaer       | Hülsparkstadion             | Ergebnisliste |
| 22. | 2009 | 27.–28. Juni       | St. Wendel     | Stadion am Sportzentrum     | Ergebnisliste |
| 23. | 2010 | 26.–27. Juni       | Kaiserslautern | Stadion im Schulzentrum Süd | Ergebnisse    |
| 24. | 2011 | 25.–26. Juni       | Ahlen          | Stadion im Sportpark Nord   | Ergebnisliste |

## Deutsche Senioren-Meisterschaften I (30 – 49 Jahre) und II (ab 50 Jahre)
| Nr. | Jahr | Datum              | Ort             | Stadion            | Ergebnisse    |
| --- | ---- | ------------------ | --------------- | ------------------ | ------------- |
| 25. | 2012 | 13.–15. Juli       | Erfurt          | Steigerwaldstadion | Ergebnisliste |
| 26. | 2013 | 12.–14. Juli       | Mönchengladbach | Grenzlandstadion   |               |
| 27. | 2014 | 11.–13. Juli       | Erfurt          | Steigerwaldstadion | Ergebnisliste |
| 28. | 2015 | 10.–12. Juli       | Zittau          | Weinauparkstadion  | Ergebnisliste |
| 29. | 2016 | 8.–10. Juli        | Leinefelde      | Leinesportpark     | Ergebnisliste |
| 30. | 2017 | 30. Juni – 2. Juli | Zittau          | Weinauparkstadion  | Ergebnisliste |
| 31. | 2018 | 29. Juni – 1. Juli | Mönchengladbach | Grenzlandstadion   | Ergebnisse    |
| 32. | 2019 | 29.–30. Juni       | Leinefelde      |                    |               |